# Torrent de Font Coberta
El Torrent de Font Coberta és un corrent fluvial de la comarca de la Selva, que desemboca a la riera d'Osor.